# Thick as a Brick - Live in Iceland
Thick as a Brick - Live in Iceland is een live soloalbum van Ian Anderson, de voorman van de rockband Jethro Tull. Dit album is een dubbelalbum, uitgebracht in 2014. Er is ook een gelijknamige dvd en bluray.

## Bezetting
- Ian Anderson - zang, dwarsfluit, akoestische gitaar, bansuri en mondharmonica
- Florian Opahle - elektrische en akoestische gitaar
- John O'Hara - keyboards en accordeon, dirigent
- David Goodier - basgitaar en glockenspiel
- Scott Hammond - drums en percussie
- Ryan O'Donnell - zang

## Nummers

### CD 1Thick as a Brick
1. Thick as a Brick - 51:48

### CD 2Thick as a Brick 2
1. From a Pebble Thrown - 2:56
2. Pebbles Instrumental - 3:46
3. Might Have Beens - 0:54
4. Upper Sixth Loan Shark - 1:21
5. Banker Bets, Banker Wins - 4:33
6. Swing It Far - 3:33
7. Adrift and Dumfounded - 4:25
8. Old School Song - 3:24
9. Wootton Bassett Town - 3:43
10. Power and Spirit - 2:00
11. Give Till It Hurts - 1:13
12. Cosy Corner - 1:24
13. Shunt and Shuffle - 2:13
14. A Change Of Horses - 8:02
15. Confessional - 3:10
16. Kismet in Suburbia - 4:17
17. What-ifs, Maybes and Might-have-beens - 5:30

### Blu-ray/DVD

#### Thick as a Brick
1. Thick as a Brick

#### Thick as a Brick 2
1. From a Pebble Thrown
2. Pebbles Instrumental
3. Might Have Beens
4. Upper Sixth Loan Shark
5. Banker Bets, Banker Wins
6. Swing It Far
7. Adrift and Dumfounded
8. Old School Song
9. Wootton Bassett Town
10. Power and Spirit
11. Give Till It Hurts
12. Cosy Corner
13. Shunt and Shuffle
14. A Change Of Horses
15. Confessional
16. Kismet in Suburbia
17. What-ifs, Maybes and Might-have-beens

#### Bonus Material
1. Interview with Ian Anderson
2. Workshop performance of Someday The Sun Won’t Shine For You with Montreux Jazz Festival founder Claude Nobs
3. Upper Sixth Loan Shark/Banker Bets, Banker Wins filmed live at Montreux 2012